# Curva del ritorno venoso

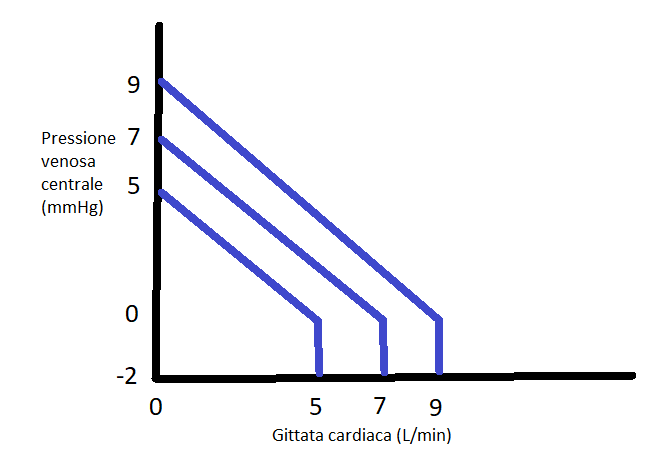
Andamento della pressione venosa centrale in conseguenza a variazioni della gittata cardiaca. Le tre funzioni indicano l'andamento in condizioni fisiologiche (al centro), in quelle di precarico diminuito (ad es. in emorragia, curva in basso) e in quelle di precarico aumentato (ad es. a seguito di trasfusione, curva in alto).

La curva del ritorno venoso è una curva che descrive la relazione tra l'output cardiaco, che dipende da postcarico, gittata cardiaca, volume sistolico e frequenza cardiaca, e le conseguenti variazioni del flusso del sangue che ritorna al cuore, ovvero del precarico. In condizioni fisiologiche il precarico risulta il principale fattore che limita la massima gittata cardiaca con un andamento descritto dalla legge di Frank-Starling. 
La sovrapposizione della curva della funzione cardiaca e della curva del ritorno venoso è utilizzata in un modello emodinamico.

## Fisiologia
Il ritorno venoso è il flusso che riporta il sangue al cuore. In condizioni di riposo, il ritorno venoso deve essere uguale alla gittata cardiaca, perché il sistema cardiocircolatorio è essenzialmente un circuito chiuso. In caso contrario, il sangue si accumulerebbe sia nella circolazione sistemica o nella circolazione polmonare; anche se la gittata cardiaca e il ritorno venoso sono interdipendenti, ognuno di loro può essere regolato in modo indipendente. Il sistema circolatorio è infatti costituito dalle due circolazioni (polmonari e sistemica) poste in serie fra il ventricolo destro (VD) e il ventricolo sinistro (VS). L'equilibrio è raggiunto, in gran parte, per la legge di Frank-Starling.
In emodinamica, il ritorno venoso al cuore dal letto vascolare venoso è determinato da un gradiente di pressione (pressione venosa - pressione atriale destra) e dalle resistenze venose: infatti, una diminuzione della pressione atriale destra o delle resistenze venose porterà ad un aumento del ritorno venoso, tranne quando i cambiamenti sono determinati dalla postura. Si potrebbe dire altrettanto bene che il ritorno venoso è determinato dalla pressione aortica media - la pressione media atriale destra, diviso per le resistenze vascolari sistemiche.
Alcuni fisiologi per chiarire il quadro un po' confuso dei termini usati per definire il ritorno venoso, lo correlano alle influenze più misurabili della gittata cardiaca, come la pressione e il volume telediastolico che sono a loro volta influenzati dallo stato del volume, dalla capacità venosa, dalla compliance ventricolare e da terapie venodilatanti.

## Fattori che influenzano il ritorno venoso
1. La pompa muscolare: contrazione ritmica dei muscoli degli arti, come avviene durante la normale attività motoria (come camminare, correre, nuotare) favorisce il ritorno venoso per il meccanismo della pompa muscolare;
2. La diminuzione della capacitanza venosa: l'attivazione simpatica delle vene diminuisce la compliance venosa, aumenta il tono venoso e la pressione venosa centrale e favorisce il ritorno venoso indirettamente aumentando la gittata cardiaca attraverso il meccanismo di Frank-Starling;
3. La pompa respiratoria: durante l'inspirazione, la pressione intratoracica è negativa (inspirazione di aria nei polmoni), e la pressione addominale è positiva (compressione degli organi addominali attraverso il diaframma). Questo crea un gradiente pressorio tra le parti sovra- e sotto-diaframmatiche della vena cava inferiore, aspirando il sangue verso l'atrio destro e aumentando il ritorno venoso.
4. Compressione della vena cava: un aumento nella resistenza della vena cava, come avviene quando la vena cava toracica si comprime durante la manovra di Valsalva o al termine della gravidanza, diminuisce ritorno.
5. La gravità: gli effetti della gravità sul ritorno venoso possono sembrare paradossali, perché quando una persona si alza, le forze idrostatiche diminuiscono la pressione atriale destra e aumentano la pressione venosa degli arti inferiori. Questo aumenta il gradiente di pressione per il ritorno venoso dagli arti verso l'atrio destro; tuttavia, il ritorno venoso in realtà diminuisce. La ragione di questo sta nel fatto che quando una persona è seduta, la gittata cardiaca e la pressione arteriosa diminuiscono (poiché la pressione atriale destra diminuisce): il flusso attraverso la circolazione sistemica è basso perché la pressione arteriosa si abbassa oltre la pressione atriale destra e quindi il gradiente di flusso nell'intero sistema circolatorio viene diminuito in toto;
6. Azione di pompaggio del cuore: durante il ciclo cardiaco le variazioni della pressione atriale destra possono modificare la pressione venosa centrale (PVC), perché non ci sono valvole tra gli atri del cuore e le grandi vene. La PVC riflette quindi la pressione atriale destra, pertanto pressione atriale destra influenza anche il ritorno venoso.